# Morskoi (Primórie)
Morskoi (en rus: Морской) és un poble (un possiólok) del krai de Primórie, a l'Extrem Orient de Rússia, que en el cens del 2010 tenia 101 habitants.